# كارول هاني
كارول هاني (بالإنجليزية: Carol Haney)‏ هي راقصة باليه ومغنية وممثلة أمريكية، ولدت في 24 ديسمبر 1924 في نيو بدفورد في الولايات المتحدة، وتوفيت في 10 مايو 1964 في Saddle Brook, New Jersey ‏ في الولايات المتحدة بسبب السكري وذات الرئة. من الجوائز التي نالتها جائزة المسرح العالمي سنة 1954.

## جوائز
- جائزة المسرح العالمي (1954)

## وصلات خارجية
- كارول هاني على موقع IMDb (الإنجليزية)
- كارول هاني على موقع ميوزك برينز (الإنجليزية)
- كارول هاني على موقع قاعدة بيانات برودواي على الإنترنت (الإنجليزية)
- كارول هاني على موقع إن إن دي بي (الإنجليزية)
- كارول هاني على موقع ديسكوغز (الإنجليزية)
- كارول هاني على موقع ديسكوغز (الإنجليزية)
- كارول هاني على موقع قاعدة بيانات الفيلم (الإنجليزية)